# 時の絲ぐるま
『時の絲ぐるま』（ときのいとぐるま）は、2020年の日本のドキュメンタリー映画である。
監督は大阪芸術大学出身で地球写真家の石井友規。全編87分を4K解像度で製作されており、監督による上映会ではその解像度で視聴ができる。

## 概要
日本の天皇が皇位継承に際して行う皇室の宮中祭祀である大嘗祭へ調進、奉安する麻製の斎服である麁服（あらたえ）と絹製の斎服である繒服（にぎたえ）の現代の姿から、日本人のものづくりと収穫儀礼の本質、自然信仰即ちアニミズム性を追ったものである。

## あらすじ
秘すべきことが甚だ多いとされる大嘗祭の神座へ奉安される麻製と絹製の斎服の意味を求めて、調進の地である徳島県と愛知県へ向かう。南北朝時代より途絶えていた麁服の調進を大正期の大嘗祭より復活させた阿波忌部氏の末裔である三木宗治郎と、同じく大正期の大嘗祭より繒服の調進につながる伊勢神宮献糸を復活させた古橋暉皃の存在を知り、伝統の継承と大嘗祭の意義、命をいただく感謝の精神を見出して行く。
作中では養蚕と蚕糸、田おこしから籾摺りまでの米生産、湯掛けから精麻干しまでの麻繊維の生産など、絹、米、麻にまつわる現代の農業の姿を映し出している。

## スタッフ
- 監督/撮影：石井友規
- 編集/デザイン：石井あさ美
- 音楽：MIROKU
- 監修：工藤隆